# Brana
Brana là một chi bướm đêm thuộc họ Noctuidae.

## Hình ảnh

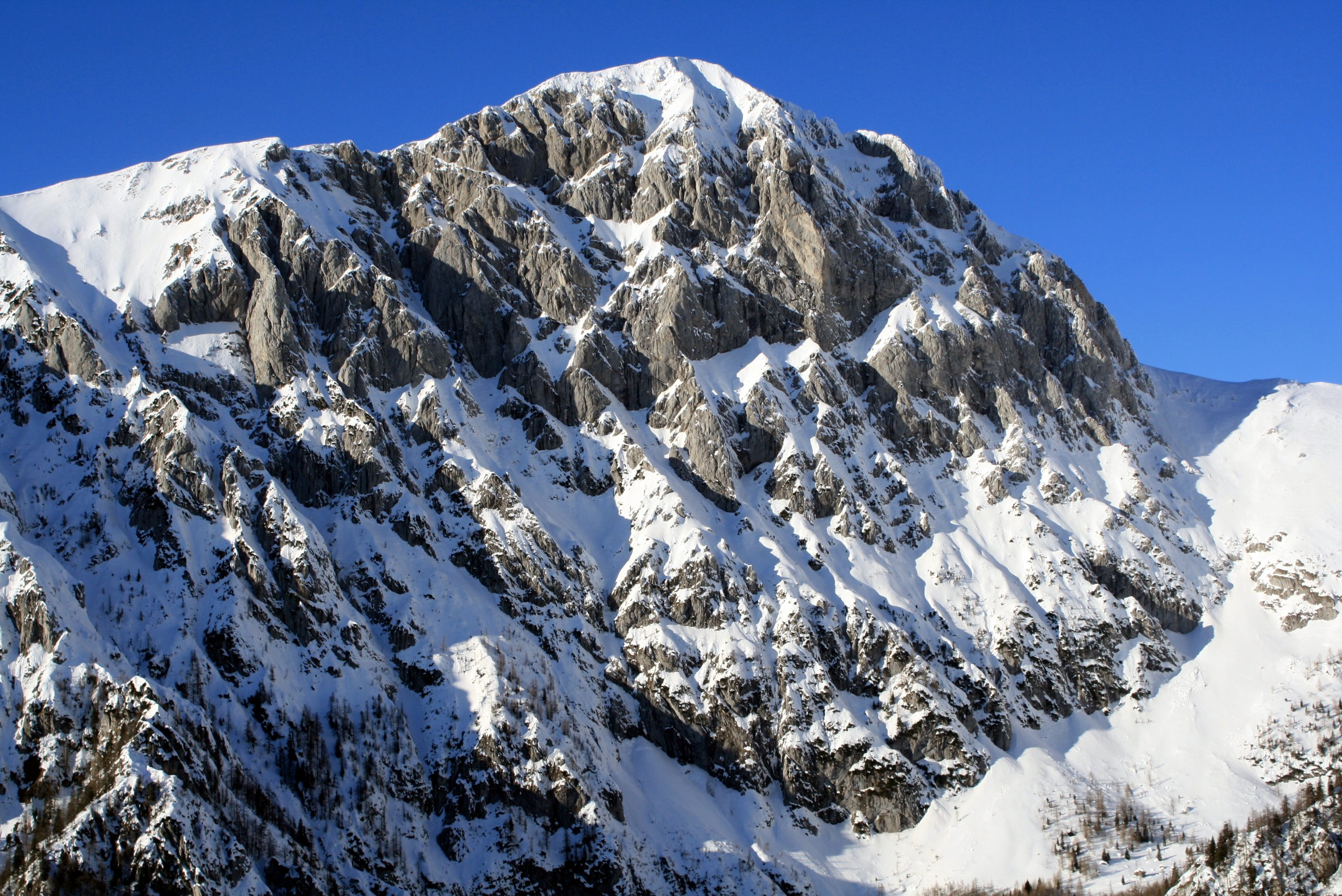
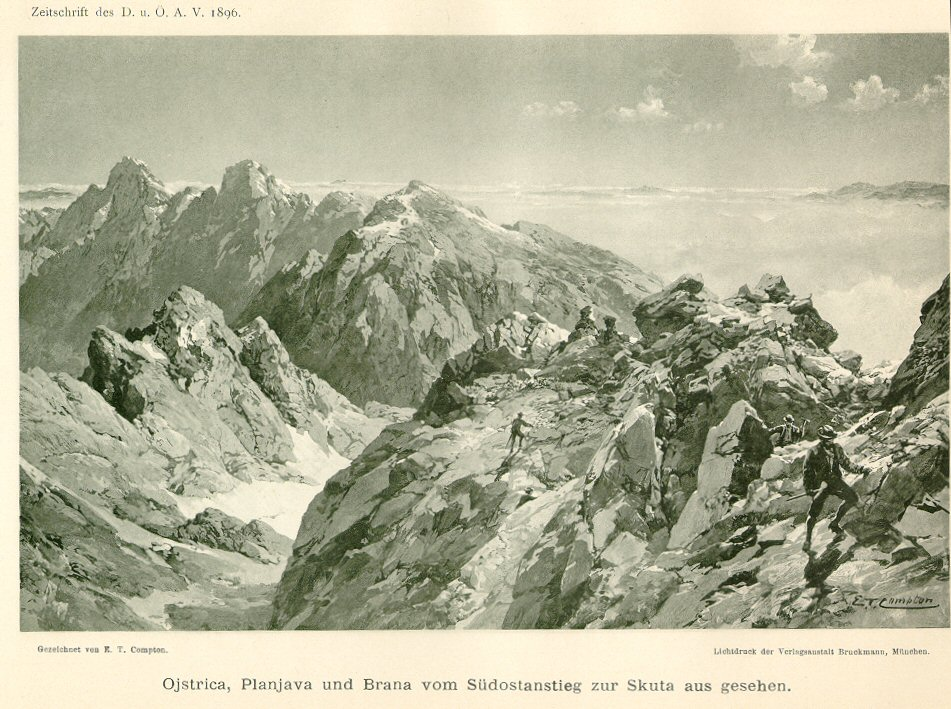
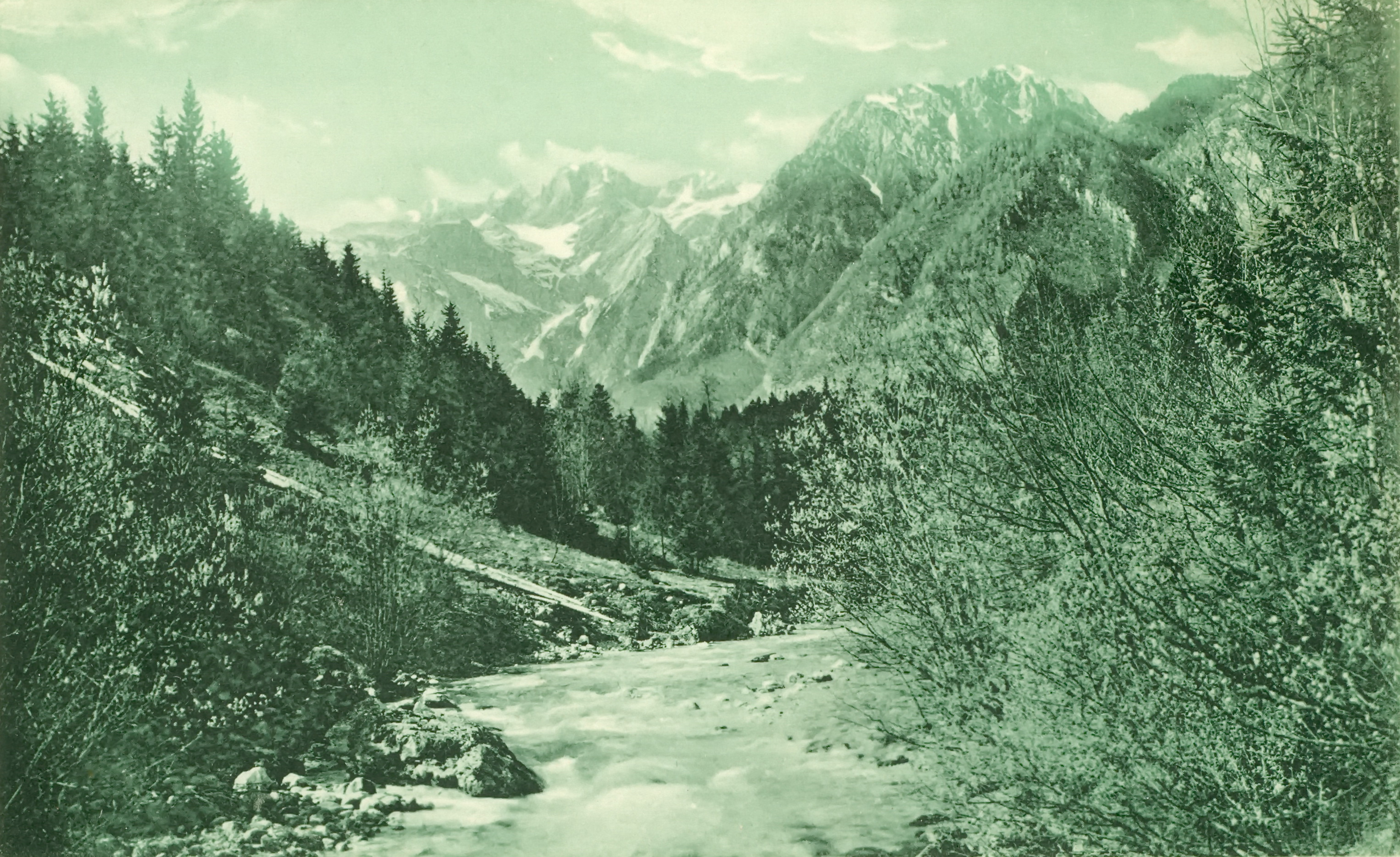
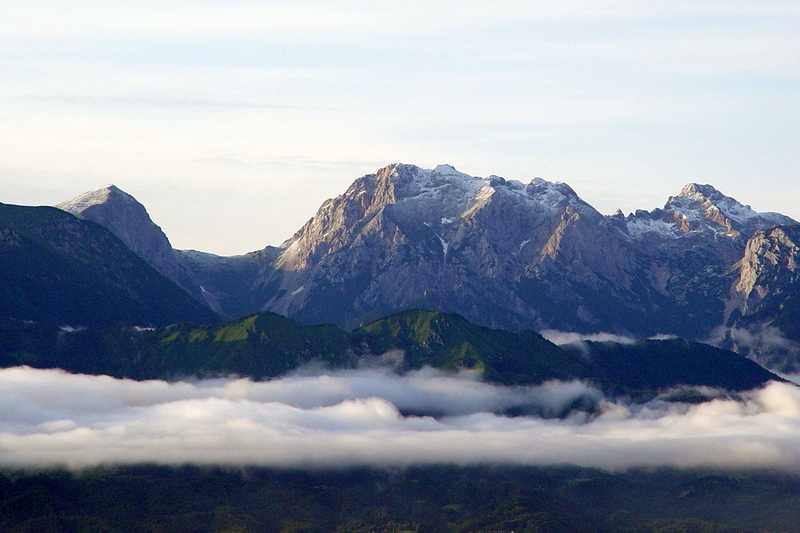

## Các loài
- Brana calopasa Walker, [1858]